# Parametriocnemus aduncus
Parametriocnemus aduncus är en tvåvingeart som beskrevs av Chaudhuri och Bhattacharyay 1989. Parametriocnemus aduncus ingår i släktet Parametriocnemus och familjen fjädermyggor. Inga underarter finns listade i Catalogue of Life.